# 端氏县
端氏县，中國古县名，先秦地名。
其地不见于春秋。战国初属赵，后属韩。据《史记·赵世家》，前359年，赵与韩魏分晋，封晋君于此。前349年，赵又夺晋君端氏地。后不知何时，地入于韩。故《战国策·赵策一》冷向谓强国曰：“韩欲有宜阳，必以路、涉、端氏贿赵”。战国端氏邑为《汉书·地理志》河东郡属县端氏之前身，端氏故城在今山西省泌水县东45里。
西汉时，析获泽置端氏县，范围大致为今晋城市沁水县西北，西汉故治在今山西沁水县郑庄镇河头村（西城村），隶属河东郡。隋开皇三年（公元583年），端氏县县治由今郑庄镇西城村移到了现端氏镇。

## 沿革
- 春秋，属晋，赵魏韩三家分晋，徙晋君于端氏邑。
- 战国，属韩。
- 秦代，属河东郡获泽县。
- 西汉，析获泽置端氏县，属河东郡。
- 东汉，改端氏侯国，属河东郡。
- 三国，复端氏县，隶平阳郡。
- 东晋，端氏县，始隶建兴郡。
- 北魏，太和二十（496年），端氏县隶建州安平郡，并在今城西另设东永安，西河、高延三县，隶属建州泰宁郡。
- 北齐，天保七年（556年），西河、高延并入东永安县，东永安改为永宁县，和端氏县同属建州安平郡。
- 隋朝，开皇三年（583年），改建州为泽州，省安平郡入泽州，端氏和永宁县改属泽州。
- 隋朝，大业三年（607年），泽州改称长平郡，改永宁县为沁水县，和端氏同隶长平郡。
- 隋朝，义宁二年（617年），长平郡复改泽州，端氏和沁水县，隶泽州。
- 唐代，天保七年（557年），泽州改为高平郡。端氏及沁水二县，隶高平郡。
- 唐代，乾元初年（758年），高平郡复称泽州，端氏及沁水二县，隶泽州。
- 宋代，仍称泽州，或高平郡，端氏、沁水二县属之。
- 金代，天会五年（1127年），端氏、沁水，隶南泽州。
- 金代，元光二年（1223年），端氏、沁水，隶忠昌军节度。
- 元朝，至元三年（1266年），端氏并入沁水县，属泽州司侯司，隶中书省晋宁路。